# Strada nazionale 110
La strada nazionale 110 era una strada nazionale del Regno d'Italia, che congiungeva Agrigento a Caltanissetta e poi alla strada nazionale 105 Centrale Sicula a pochi chilometri da Enna; la sua diramazione collegava invece Caltanissetta alla strada nazionale 109.
Venne istituita nel 1923 con il percorso "Girgenti - Canicattì - Caltanissetta incontro con la nazionale n. 105 presso Benesiti con diramazione da Caltanissetta alla contrada Barriera Noce sulla nazionale 109".
Nel 1928, in seguito all'istituzione dell'Azienda Autonoma Statale della Strada (AASS) e alla contemporanea ridefinizione della rete stradale nazionale, il suo tracciato costituì per intero la strada statale 122 Agrigentina e quello della diramazione invece la strada statale 122 bis Agrigentina.